# 小川赤十字病院
小川赤十字病院（おがわせきじゅうじびょういん）は、埼玉県比企郡小川町にある医療機関である。日本赤十字社埼玉県支部設置の病院である。

## 沿革
- 1939年（昭和14年）5月27日 - 日本赤十字社埼玉支部小川療院として開院。結核療養所を中心として、内科・呼吸器科を置く
- 1944年（昭和19年）9月15日 - 野比海軍病院小川赤十字病院（海軍病院の分院）となる
- 1946年（昭和21年）5月31日 - 小川赤十字病院に改称。
- 2003年（平成15年） - 分娩の取扱を休止。
- 2016年（平成28年） - 第1期建て替え工事が完了。
- 2017年（平成29年） - 旧中央病棟取り壊し及び駐車場造成完了予定。

## 診療科
- 内科
- 呼吸器科
- 循環器科
- 精神科
- 神経科
- 外科
- 消化器科
- 整形外科
- 脳神経外科
- 皮膚科
- 泌尿器科
- 婦人科
- 眼科
- 耳鼻咽喉科
- 放射線科
- 麻酔科（ペインクリニック）
- リハビリテーション科
- 救急外来（16:45～翌8:30 時間外、第二、第四土曜日、祝祭日）

診療協働部門
- 看護部

## 医療機関の指定等
- 災害対策基本法指定機関

## 交通アクセス
- JR八高線・東武東上線小川町駅より
  - 1番のりば川越観光バス OG-02：小川赤十字病院経由小川パークヒル行き（OG-01は当院を経由しない）で3分、小川赤十字病院停留所下車、すぐ
  - 4番のりばときがわ町路線バス（イーグルバス）と06：日赤病院前行きで3分、日赤病院前停留所（終点）下車、すぐ（ときがわ町せせらぎバスセンターから約30分）
  - 徒歩15分
- JR高崎線熊谷駅より北口1番のりば国際十王バス KM14・KM15：小川町駅行きで35分、日赤病院前停留所下車、徒歩3分